# Hacallı (Goranboy)
Hacallı è un comune dell'Azerbaigian situato nel distretto di Goranboy. Conta una popolazione di 683 abitanti.